# Bojan Drobež
Bojan Drobež, slovenski kitarist, skladatelj, kantavtor, 1. avgust 1954, Ljubljana.
Bojan Drobež je med letoma 1973 in 1978 deloval kot kantavtor. Sam ali s svojo skupino Orehek je snemal predvsem za RTV Ljubljana ter nastopal po Sloveniji, v Zagrebu in v Beogradu. Njegova prva velika plošča z naslovom Bojan Drobež, ki je leta 1981 izšla pri beograjski založbi RTB, je tedaj v Jugoslaviji pomenila novost - avtorsko kitarsko glasbo igrano v t. i. »fingerpicking« tehniki. Z izidom te plošče je Drobež prenehal s kantavtorstvom in se od takrat dalje ukvarja le še z ustvarjanjem, igranjem in snemanjem kitarske glasbe.
Januarja 2024 je pri eni večjih spletnih radijskih postaj na svetu NTS iz Londona izšel dvojni kompilacijski album z naslovom 'European primitive guitar (1974-1987)', katerega namen je bil prikazati vpliv zvrsti igranja kitare, poimenovane 'American primitive guitar', ki jo je začel in razvil ameriški kitarist John Fahey koncem 50-tih prejšnjega stoletja, na evropske avtorske kitariste v letih med 1974 in 1987. Trije sodelavci NTS Aaron Angell, Bruno Halper in Samuel Strang so raziskali omenjeno obdobje in zaključili z izborom šestnajstih evropskih kitaristov, ki naj bi imeli korenine v Faheyevi 'American primitive guitar', hkrati pa z igranjem kitare odšli vsak po svoji poti. V izbor je prišel tudi Bojan Drobež s skladbo 'Krog na vodi' z istoimenskega albuma izdanega leta 1986 pri beograjski RTB. Skladba je takrat bila posneta v prvotnem studiu Metro, snemalec in producent je bil Neven Smolčič, sodelujoča glasbenika pa Lado Jakša (sintetizator) in Andrej Stermecki (tolkala).

## Diskografija

### Studijski albumi
- Bojan Drobež (1981)
- Krog na vodi (1986)
- Odprto morje (1993)

### Kompilacija (različni avtorski kitaristi)
- European primitive guitar (1974-1987)  (2024)